# Elecciones estatales de Oaxaca de 2010
Las elecciones estatales de Oaxaca de 2010 se celebraron el domingo 4 de julio de 2010, habiéndose renovado los siguientes cargos de elección popular de Oaxaca:
- Gobernador de Oaxaca. Titular del Poder Ejecutivo del estado, electo para un periodo de seis años no reelegibles en ningún caso, el candidato electo fue Gabino Cué Monteagudo.
- 153 ayuntamientos. Regidos por el sistema de partidos, de un total de 570 (los restantes se rigen por usos y costumbres) compuestos por un Presidente Municipal y regidores, electos para un periodo de tres años no reelegibles para el periodo inmediato.
- Diputados del Congreso del Estado. 42 diputados, de los cuales 25 son electos por mayoría relativa en cada uno de los Distritos Electorales, y 17 por representación proporcional.

## Encuestas
| Encuestadora                                                | Fuente | Fecha               | Cué  | Pérez | Piñeyro | Abad | NS/NC |
| ----------------------------------------------------------- | ------ | ------------------- | ---- | ----- | ------- | ---- | ----- |
| Gabinete de Comunicación Estratégica-Milenio                | [ 1 ]  | 12 de abril de 2010 | 39.8 | 44.3  | 2.8     |      |       |
| Ipsos Public Affair                                         | [ 2 ]  | 29 de abril de 2010 | 44.1 | 25.4  | 0.7     | 0.8  | 26.0  |
| Parametría                                                  | [ 3 ]  | 27 de mayo de 2010  | 47   | 49    | 2       | 2    |       |
| Gabinete de Comunicación Estratégica-Milenio                | [ 4 ]  | 25 de mayo de 2010  | 32.2 | 36.8  | 1.3     | 1.0  |       |
| Centro de Estudios para el Desarrollo de Proyectos Sociales | [ 5 ]  | 4 de junio de 2010  | 29.6 | 34.5  |         |      |       |
| Consulta Mitofsky                                           | [ 6 ]  | 24 de junio de 2010 | 35   | 44    | 4       | 2    | 16    |
| Gabinete de Comunicación Estratégica-Milenio                | [ 7 ]  | 24 de junio de 2010 | 32.5 | 38.6  | 1.1     | 0.6  |       |
| Periódico Reforma                                           | [ 8 ]  | 30 de junio de 2010 | 48   | 48    | 3       | 1    |       |

El 13 de mayo de 2010, la encuestadora Parametría publicó los resultados de una investigación de intención de voto a Gobernador de Oaxaca, encargada por el grupo Jóvenes por la Democracia. En ella expresaba que el candidato de la Alianza por la Paz y el Progreso de Oaxaca, Gabino Cué Monteagudo, llevaba una ventaja de 12 puntos porcentuales sobre su más cercano competidor: el contendiente por la Alianza por la Transformación de Oaxaca, Eviel Pérez Magaña.
Poco más de 10 días después, diversos medios, basándose en las afirmaciones de figuras del PRI, pretendieron refutar los resultados expuestos por Parametría. Portales como NSS Oaxaca y Ciudadanía Express publicaron cómo, según los priistas, los resultados de la encuestadora habrían sido alterados por el equipo de Gabino Cué para exhibir un apoyo mayor del que realmente tendría. Aunque la fuente lo es el partido opositor a la alianza de Gabino Cué, queda el hecho de que, en la encuesta aparentemente auténtica de Parametría, Eviel Pérez Magaña poseía el 49% de la intención del voto, 2 puntos porcentuales más que Gabino Cué, quien alcanzaba el 47%.

## Elecciones internas de los partidos políticos

#### Alianza opositora (PAN, PRD, PT, Convergencia)
El 11 de septiembre de 2009, Convergencia anunció su intención de formar una coalición electoral opositora frente al PRI y propuso como candidato de dicho frente al senador Gabino Cué Monteagudo.
El 21 de septiembre el Partido Acción Nacional y el Partido de la Revolución Democrática anunciaron formalmente su intención de presentarse en coalición en las elecciones para gobernador de 2010, con la intención de hacer frente común contra el Partido Revolucionario Institucional e invitando a todos los partidos de oposición y movimientos sociales a unírseles, hecho que fue criticado por el PRI al calificar dicha alianza como oportunista e incongruente, sin embargo, recibió el apoyo de los líderes nacionales de los partidos coaligados.
El 29 de diciembre la alianza anunció su constitución formal, así como a seis precandidatos de donde surgirá el candidato único de la oposición al PRI y que son: Pablo Arnaud Carreño, Gerardo García Henestroza, Uberto Aldaz Hernández, Gabino Cué Monteagudo, Irma Piñeyro Arias y Carlos Altamirano Toledo.

#### Partido Revolucionario Institucional, Partido Verde
El PRI anunció que la elección de Candidatos sería por convención de Delegados en la Ciudad de Oaxaca de Juárez.
En días posteriores se habló de que la pelea entre el candidato del PRI al gobierno de Oaxaca estará entre el senador Adolfo Toledo Infanzón, el diputado federal Eviel Pérez Magaña y el presidente de Oaxaca Capital José Antonio Hernández Fraguas.
El 31 de enero de 2010 el PRI y el PVEM anunciaron que formarán una alianza para competir en las elecciones del 4 de julio.

#### Partido Unidad Popular
El partido unidad popular no se unirá a la coalición opositora y presentara su candidato a gobernador., así también presentara candidatos a las diputaciones local y a las presidencias municipales.
El 13 de marzo de 2010 anuncio la postulación de su candidata al gobierno de Oaxaca la cual es María de los Ángeles Abad Santibáñez, la cual haría su inicio de precampaña en la Heroica Ciudad de Asunción Tlaxiaco.

## Resultados
Resultado de la elección el 4 de julio del 2010 para gobernador de Oaxaca para el periodo 2010 a 2016.
|  | 50.11 % |

|  | 41.90 % |

|  | 3.34 % |

|  | 1.37 % |

|  | 0.03 % |

|  | 3.21 % |

|  | 100.00 % |

## Congreso local

### Diputaciones obtenidas por coalición
| Partido/Coalición | Partido/Coalición               | Mayoría relativa | Proporcional | Total |
| ----------------- | ------------------------------- | ---------------- | ------------ | ----- |
|                   | Unidos por la Paz y el Progreso | 16               | 9            | 25    |
|                   | Por la Transformación de Oaxaca | 9                | 7            | 16    |

### Reparto de coaliciones
Las diputaciones obtenidas por mayoría se repartieron de la siguiente manera.
| Coalición                                                             | Total | Para el PAN | Para el PRD | Para Convergencia | Para el PT |
| --------------------------------------------------------------------- | ----- | ----------- | ----------- | ----------------- | ---------- |
| Unidos por la Paz y el Progreso (PAN, PRD, Movimiento Ciudadano y PT) | 16    | 8           | 5           | 2                 | 1          |

| Coalición                                    | Total | Para el PRI | Para PVEM |
| -------------------------------------------- | ----- | ----------- | --------- |
| Por la Transformación de Oaxaca (PRI y PVEM) | 9     | 9           | 0         |

### Congreso del estado
Composición de la LXI legislatura (2010 - 2013).
| Partido | Partido                              | Mayoría relativa | Proporcional | Total |
| ------- | ------------------------------------ | ---------------- | ------------ | ----- |
|         | Partido Revolucionario Institucional | 9                | 7            | 16    |
|         | Partido Verde Ecologista de México   | 0                | 0            | 0     |
|         | Partido Acción Nacional              | 8                | 3            | 11    |
|         | Partido de la Revolución Democrática | 5                | 4            | 9     |
|         | Partido del Trabajo                  | 1                | 1            | 2     |
|         | Convergencia                         | 2                | 1            | 3     |
|         | Nueva Alianza                        | 0                | 0            | 0     |
|         | Partido Unidad Popular               | 0                | 1            | 1     |
| Total   | Total                                | 25               | 17           | 42    |

#### Diputados electos por mayoría relativa
| Distrito                                      | Partido | Coalición                         | Diputado                           |
| --------------------------------------------- | ------- | --------------------------------- | ---------------------------------- |
| I Oaxaca de Juárez (Zona Sur)                 |         | "Unidos por la Paz y el Progreso" | Francisco Martínez Neri            |
| II Villa de Etla-Zaachila                     |         | "Unidos por la Paz y el Progreso" | Emmanuel Alejandro López Jarquín   |
| III Ixtlán de Juárez                          |         | "Unidos por la Paz y el Progreso" | Perfecto Mecinas Quero             |
| IV Tlacolula de Matamoros                     |         | "Unidos por la Paz y el Progreso" | Martha Patricia Campos Orozco      |
| V Ciudad Ixtepec                              |         | "Unidos por la Paz y el Progreso" | Carol Antonio Altamirano           |
| VI Santo Domingo Tehuantepec                  |         | "Por la Transformación de Oaxaca" | Martín de Jesús Vásquez Villanueva |
| VII Miahuatlán de Porfirio Díaz               |         | "Por la Transformación de Oaxaca" | María Mercedes Rojas Saldaña       |
| VIII San Pedro Pochutla                       |         | "Unidos por la Paz y el Progreso" | Guadalupe Isaac Rodríguez Soto     |
| IX San Pedro Mixtepec                         |         | "Por la Transformación de Oaxaca" | Zory Marystel Ziga Martínez        |
| X Heroica Ciudad de Ejutla de Crespo          |         | !Unidos por la Paz y el Progreso" | Marlene Aldeco Reyes Retana        |
| XI Santiago Pinotepa Nacional                 |         | "Por la Transformación de Oaxaca" | David Miguel Mayren Carrasco       |
| XII Putla Villa de Guerrero                   |         | "Unidos por la Paz y el Progreso" | Everardo Hugo Hernández Guzmán (†) |
| XIII Heroica Ciudad de Tlaxiaco               |         | "Unidos por la Paz y el Progreso" | Hita Beatriz Ortiz Silva           |
| XIV San Pedro Y San Pablo Teposcolula         |         | "Por la Transformación de Oaxaca" | Maximino Vargas Betanzos           |
| XV Heroica Ciudad Huajuapan de León           |         | "Unidos por la Paz y el Progreso" | Luis de Guadalupe Martínez Ramírez |
| XVI Asunción Nochixtlán                       |         | "Por la Transformación de Oaxaca" | Daniel Alberto Cuevas Chávez       |
| XVII Teotitlán de Flores Magón                |         | "Por la Transformación de Oaxaca" | Francisco Martín Vela Gil          |
| XVIII San Juan Bautista Tuxtepec              |         | "Unidos por la Paz y el Progreso" | Ángela Hernández Solís             |
| XIX Ocotlán de Morelos                        |         | "Unidos por la Paz y el Progreso" | Manuel Benítez Manzanares          |
| XX San Pedro y San Juan Pablo Ayutla de Mixes |         | "Unidos por la Paz y el Progreso" | Héctor Lorenzo Inocente            |
| XXI Santiago Juxtlahuaca - Coixtlahuaca       |         | "Por la Transformación de Oaxaca" | Carlos Martínez Villavicencio 1    |
| XXII Oaxaca de Juárez (Zona Norte)            |         | "Unidos por la Paz y el Progreso" | Clarivel Constanza Rivera Castillo |
| XXIII Heroica Ciudad de Juchitán de Zaragoza  |         | "Por la Transformación de Oaxaca" | Francisco Javier García López      |
| XXIV Matías Romero Avendaño                   |         | "Unidos por la Paz y el Progreso" | Rosalinda Domínguez Flores         |
| XXV Acatlán de Pérez Figueroa                 |         | "Unidos por la Paz y el Progreso" | Joel Isidro Inocente               |

1. Carlos Martínez Villavicencio militaba en el PRD pero regresó al PRI en 2010.

#### Diputados electos proporcionalmente
| Lista | Partido | Diputado Propietario                |
| ----- | ------- | ----------------------------------- |
| 1     |         | Raúl Bolaños Cacho-Guzmán           |
| 2     |         | Martín Cruz García                  |
| 3     |         | Juan Mendoza Reyes                  |
| 4     |         | Florencia Carolina Aparicio Sánchez |
| 5     |         | Elías Cortes López                  |
| 6     |         | Marco Antonio Hernández Cuevas      |
| 7     |         | José Antonio Hernández Fraguas      |
| 8     |         | Delfina Prieto Desgarennes          |
| 9     |         | Germán Rojas Walls                  |
| 10    |         | José Javier Villacaña Jiménez       |
| 11    |         | Leticia Álvarez Martínez            |
| 12    |         | Tomás Basaldú Gutiérrez             |
| 13    |         | Pavel Renato López Gómez            |
| 14    |         | Aleida Tonelly Serrano Rosado       |
| 15    |         | Flavio Sosa Villavicencio           |
| 16    |         | Carlos Enrique Hampshire Franco     |
| 17    |         | Margarita García García             |

## Ayuntamientos
|  | Partido                              | Ayuntamientos |
|  | ------------------------------------ | ------------- |
|  | Partido Acción Nacional              | 18            |
|  | Partido Revolucionario Institucional | 74            |
|  | Partido de la Revolución Democrática | 51            |
|  | Partido Verde Ecologista de México   | 0             |
|  | Partido del Trabajo (México)         | 0             |
|  | Convergencia                         | 3             |
|  | Partido Unidad Popular               | 3             |
|  | Partido Nueva Alianza                | 1             |

### Ayuntamiento de Oaxaca
|  | 52.66 % |

|  | 36.00 % |

|  | 2.63 % |

|  | 4.47 % |

|  | 3.37 % |

|  | 100.00 % |

### Ayuntamiento de Tuxtepec
|  | 55.13 % |

|  | 41.86 % |

|  | 0.02 % |

|  | 0.43 % |

|  | 2.50 % |

|  | 100.00 % |

### Ayuntamiento de Juchitán
|  | 29.11 % |

|  | 43.46 % |

|  | 1.02 % |

|  | 23.57 % |

|  | 2.79 % |

|  | 100.00 % |

### Ayuntamiento de Salina Cruz
|  | 47.22 % |

|  | 38.79 % |

|  | 11.88 % |

|  | 2.04 % |

|  | 100.00 % |

### Ayuntamiento deHuajuapan de León
|  | 55.48 % |

|  | 41.64 % |

|  | 0.03 % |

|  | 0.01 % |

|  | 2.84 % |

|  | 100.00 % |

### Ayuntamiento de Tehuantepec
|  | 34.41 % |

|  | 46.33 % |

|  | 1.35 % |

|  | 10.03 % |

|  | 5.23 % |

|  | 100.00 % |

### Ayuntamiento de Huatulco
|  | 58.43 % |

|  | 38.01 % |

|  | 0.00 % |

|  | 0.87 % |

|  | 2.67 % |

|  | 100.00 % |

### Ayuntamiento de Putla Villa de Guerrero
|  | 44.33 % |

|  | 33.21 % |

|  | 18.01 % |

|  | 0.64 % |

|  | 3.75 % |

|  | 100.00 % |

### Ayuntamiento de Pinotepa Nacional
|  | 31.93 % |

|  | 63.46 % |

|  | 0.04 % |

|  | 1.62 % |

|  | 2.87 % |

|  | 100.00 % |

### Ayuntamiento de San Juan Cacahuatepec
|  | 44.79 % |

|  | 50.21 % |

|  | 0.45 % |

|  | 4.43 % |

|  | 100.00 % |

### Ayuntamiento de Matías Romero
|  | 45.72 % |

|  | 51.00 % |

|  | 0.01 % |

|  | 3.18 % |

|  | 100.00 % |

### Ayuntamiento de Santiago Jamiltepec
|  | 38.55 % |

|  | 57.03 % |

|  | 0.00 % |

|  | 0.00 % |

|  | 4.37 % |

|  | 100.00 % |

### Ayuntamiento de Tlacolula
|  | 40.71 % |

|  | 50.78 % |

|  | 4.63 % |

|  | 0.02 % |

|  | 3.64 % |

|  | 100.00 % |

### Ayuntamiento de Tlaxiaco
|  | 36.86 % |

|  | 38.09 % |

|  | 6.22 % |

|  | 15.42 % |

|  | 3.29 % |

|  | 100.00 % |

### Ayuntamiento de Puerto Escondido
|  | 14.80 % |

|  | 45.66 % |

|  | 34.79 % |

|  | 0.08 % |

|  | 4.60 % |

|  | 100.00 % |

### Ayuntamiento de Miahuatlán
|  | 40.00 % |

|  | 42.47 % |

|  | 9.45 % |

|  | 4.55 % |

|  | 5.42 % |

|  | 100.00 % |

### Ayuntamiento de Villa de Tututepec
|  | 25.24 % |

|  | 41.19 % |

|  | 27.20 % |

|  | 1.65 % |

|  | 5.80 % |

|  | 100.00 % |

### Ayuntamiento de San Pedro Pochutla
|  | 32.30 % |

|  | 32.67 % |

|  | 24.07 % |

|  | 5.43 % |

|  | 5.53 % |

|  | 100.00 % |

### Ayuntamiento de Santa María Huazolotitlán
|  | 46.34 % |

|  | 51.66 % |

|  | 0.02 % |

|  | 0.06 % |

|  | 1.88 % |

|  | 100.00 % |

### Ayuntamiento de Unión Hidalgo
|  | 32.29 % |

|  | 38.45 % |

|  | 26.46 % |

|  | 0.00 % |

|  | 2.77 % |

|  | 100.00 % |